# Allocasuarina torulosa

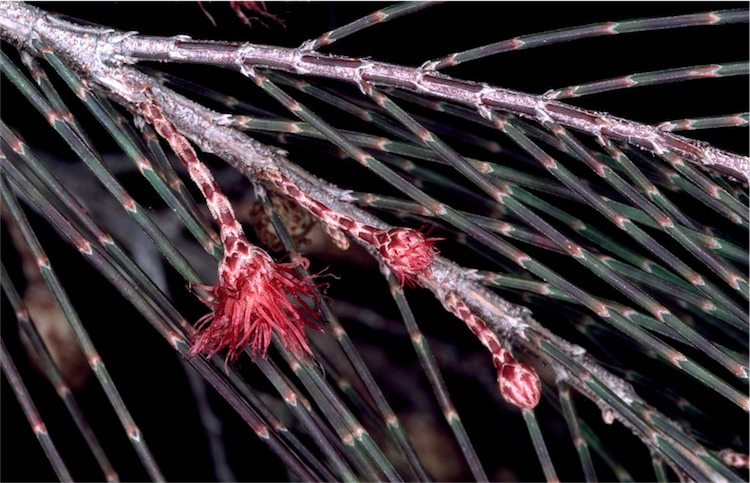
Cones femininos imaturos

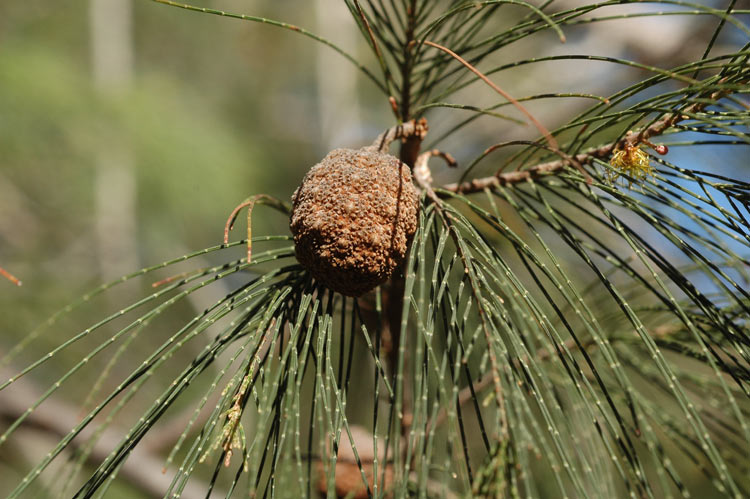
Folhagem e cone maduro

Allocasuarina torulosa é uma espécie de planta com flores da família Casuarinaceae, endêmica do leste da Austrália. Trata-se de uma árvore esguia, geralmente dioica, com raminhos pendentes que chegam a 140 mm de comprimento, folhas reduzidas a escamas dispostas em verticilos de quatro ou cinco, e cones frutíferos de 15 a 33 mm de comprimento, contendo sementes aladas (sâmaras) de 7 a 10 mm de comprimento.

## Descrição
A Allocasuarina torulosa é uma árvore esguia, geralmente dioica, que atinge alturas entre 5 e 20 m. Seus raminhos são pendentes, com até 140 mm de comprimento, e as folhas, reduzidas a dentes escamiformes erguidos, medem de 0,3 a 0,8 mm de comprimento, organizadas em verticilos de quatro ou cinco ao redor dos raminhos. Os segmentos dos raminhos entre os verticilos de folhas têm de 5 a 6 mm de comprimento, 0,4 a 0,5 mm de largura e apresentam seção transversal quase quadrada quando jovens. As flores masculinas formam espigas de 5 a 30 mm de comprimento, com 7 a 12 verticilos por centímetro, e as anteras medem de 0,5 a 0,6 mm. Os cones femininos possuem um pedúnculo de 8 a 30 mm de comprimento; quando maduros, são verrucosos, com formato cilíndrico curto a arredondado, medindo de 15 a 33 mm de comprimento e de 12 a 25 mm de diâmetro, contendo sementes aladas marrons (sâmaras) de 7 a 10 mm de comprimento.

## Taxonomia
A espécie foi descrita formalmente em 1789 por William Aiton, que a nomeou Casuarina torulosa em Hortus Kewensis [en], a partir de espécimes coletados por Joseph Banks. Em 1982, Lawrie Johnson transferiu a espécie para o gênero Allocasuarina, reclassificando-a como A. torulosa no Journal of the Adelaide Botanic Gardens. Por ter sido a primeira espécie do gênero Allocasuarina nomeada por Johnson, ela é considerada a espécie-tipo desse gênero.

## Distribuição e habitat
A Allocasuarina torulosa cresce em florestas abertas e nas bordas de florestas tropicais, em solos mais úmidos e ricos em nutrientes do que os ocupados por Allocasuarina littoralis [en], em altitudes que variam de 40 a 1.200 m. É amplamente distribuída no nordeste e centro-leste de Queensland, bem como nas costas e cordilheiras de Nova Gales do Sul, alcançando o sul até Macquarie Pass e as cavernas de Jenolan [en]. Há também uma população isolada na península do cabo York.

## Usos
A madeira da Allocasuarina torulosa varia de rosa-avermelhado a marrom. É altamente valorizada por marceneiros e torneiros por ser uma madeira rara e exótica, frequentemente utilizada em torneamentos, cabos de facas e outros itens especializados. Ela apresenta a maior contração longitudinal (12%) entre as madeiras australianas, exigindo secagem cuidadosa para maximizar seu valor como madeira utilizável.

## Ecologia
As sementes da A. torulosa são uma fonte de alimento para a cacatua-negra-de-cauda-amarela.

## Uso em horticultura
A espécie pode ser cultivada a partir de sementes, e árvores cortadas ou danificadas frequentemente regeneram a partir do tronco.
É uma árvore de baixa manutenção, adaptável a diversos tipos de solo e capaz de tolerar geadas leves. Nos Estados Unidos, é adequada para as zonas de rusticidade 8 a 11. Pode ser suscetível a fungos como Armillaria e Phytophthora.